# Daniel Zariquiegui Izco
Daniel Zariquiegui Izco (Pamplona, 9 de octubre de 1924 - 18 de octubre de 1999) fue un futbolista, árbitro de fútbol internacional y delegado de campo del Club Atlético Osasuna. Su récord de 248 partidos arbitrados en Primera División duró 39 años, siendo batido el 18 de octubre de 2009, justo diez años después de su fallecimiento, por el asturiano Mejuto González.

## Biografía
Daniel Zariquiegui comenzó a jugar a fútbol en 1939 pero en 1941 ya arbitraba partidos. Según él mismo contaba, sus comienzos como árbitro fueron puramente casuales. Contaba trece años cuando se encontraba como espectador en un partido de equipos no federados; ante una discusión sobre si el balón había traspasado o no la línea de meta, y no habiendo árbitro que decidiera la cuestión, ambos contendientes le preguntaron, tomando su parecer como correcto. Al ser obedecido por todos, Zariquiegui consideró que había comenzado su carrera como árbitro.
Su ascenso fue meteórico y en octubre de 1944 entró a formar parte del Colegio Navarro de Árbitros. En el 1948 era colegiado de Tercera, en el 1949 de Segunda y en 1950 en la Primera División, en la que estuvo durante 20 temporadas. Debutó en un partido entre el Málaga y el Lérida disputado el 17 de septiembre de 1950, cuando tan sólo contaba 25 años de edad siendo el árbitro más joven de Primera División en su época.
Alcanzó la internacionalidad el 15 de septiembre de 1951. Árbitro con categoría de internacional desde el 1 de noviembre de 1951, siendo el primer español en dirigir un partido de fútbol en la extinta Unión Soviética. También fue el primer árbitro español en cruzarse en el camino de Pelé, como árbitro.
En el extranjero dirigió partidos de Copa de Europa, la fase previa de los Mundiales, los Juegos del Mediterráneo o encuentros de selecciones. En todos ellos, Zariquiegui dejó siempre una imagen de hombre dialogante y cercano.
Zariquiegui puso fin a su carrera como árbitro dirigiendo el 30 de mayo de 1970 un Real Madrid-Barcelona en la Copa del Generalísimo. Al año siguiente se unió a la directiva de Osasuna, en la que permaneció 23 años hasta 1994. Al mismo tiempo desempeñó la labor de delegado del equipo.
Una larga enfermedad se lo llevó el 18 de octubre de 1999. Casado con María Guadalupe Asiáin, Zariquiegui dejó seis hijos (Francisco Javier, Marilu, Daniel, Juan Pablo, Anabel y Fermín), una conocida tienda de deportes en Pamplona.

## Premios y reconocimientos
- En 1970, con motivo de su retirada del arbitraje, se le organizó un partido homenaje entre el Real Madrid y una selección navarra.[2]